# Берёзовка (Ардатовский район)
Берёзовка  — село в Ардатовском районе Нижегородской области Россия. Входило в состав упразднённого Чуварлей-Майданского сельсовета. В настоящее время входит в состав городского поселения рабочего посёлка Ардатов.

## Этимология
Своим названием село обязано берёзовым лесам, которые и по сей день растут вокруг села.

## История
В XIX в. Берёзовка находилась в ведении удельного ведомства и относилась ко второму стану Ардатовского уезда, была расположена по правую сторону от торгового тракта, ведущего из Арзамаса в Тамбовскую губернию, в 10 верстах от уездного города.
В 1859 г. Берёзовка числилась деревней, в ней насчитывалось 53 двора и 401 житель (184 мужского пола и 217 женского). Основным своим занятием жители считали земледелие и животноводство. В то же время большое внимание в деревне уделяли кустарному промыслу. В Берёзовке изготавливались рогожи, мочала, деревянные чашки и игрушки.
Летом, с Петрова по Ильин день, жители деревни занимались заготовкой липового лыка и дерева. Собственно рабочий сезон начинался с Покрова и продолжался до Троицы. Готовые изделия сбывались в Ардатов, Мечасово, Стексово (Ардатовского же уезда).
В середине 1880-х гг. в деревне было 80 домов, проживало 188 мужчини 192 женщины—всего 380 человек населения. На крестьянских подворьях насчитывалось 78 лошадей, 84 коровы и 157 голов мелкого скота. Старожилы вспоминают, что Берёзовка славилась изобилием лесных пастбищ и лугов. В деревне тогда был один собственник земли — Петр Щукин, купивший 16 десятин земли. Остальные крестьяне пользовались общинным наделом.
Согласно переписи 1897 г., в деревне проживало уже 585 человек: 266 местныхи 12 пришлых мужчин, 302 местныхи 5 пришлыхженщин.
В начале XX в. здесь числился бакалейно-галантерейный магазин, принадлежавший С. А. Куприянову.
Население Берёзовки составляло одно крестьянское общество. В 1912 г. оно насчитывало 704 человека, 130 дворов, за которыми числилось 980 голов крупного рогатого скота.
В начале XX в. Берёзовка входила в состав Кужендеевской волости. По воспоминаниям местных жителей, в установлении советской власти в селе деятельное участие приняли вернувшиеся с фронтов первой мировой войны Е.Г. Матюгин и Г.М.Куприянов.
Началась борьба за новую жизнь, организовался колхоз. Круто изменилась жизнь в деревне. Кулаков из деревни изгнали. Молодежь поддерживала коммунистов во всем.
С фронтов Великой Отечественной войны в село не вернулось 32 человека.
В послевоенные годы в колхозе продолжалось строительство. В 1960 г. берёзовский колхоз вошёл в состав сиязьминского колхоза, а затем в состав журелейского совхоза.
В 1978 г. Берёзовка относилась к разряду перспективных сел. В ней находилась ферма по обслуживанию крупного рогатого скота, работали начальная школа на 40 ученических мест, клуб на 70 мест (1952 г. постройки), магазин. В это время в селе было 70 Домов, проживало 211 человек (88 мужчин и 123 женщины), в течение предыдущего 1977 г. в Берёзовку прибыло 3 человека, а выбыло 16, из них 11 —ввозрастедоЗОлет.
В 1992 г. население сократилось до 94 человек (42 мужского пола и 52 женского), из них учащихся школ, ПТУ и детей дошкольного возраста было всего 10 человек.
В селе числилось 39 домов, действовали фельдшерско-акушерский пункт (был переведён из Сиязьмы в 1989 г.), начальная школа, магазин. Ближайшая восьмилетняя и полная средняя школы находятся в Журелейке (5 км) и в Ардатове.

## Географическое положение
Село Берёзовка находится на юго-западе Нижегородской области России вблизи автомобильной дороги Ардатов — Чуварлей-Майдан, с которым соединено просёлочной дорогой протяжённостью 3 км. Расстояние до Ардатова — 14 км. Село соединено просёлочными дорогами на северо-западе с деревней Петряево, на востоке — с селом Сиязьма (расстояние 3 км), на юго-западе — с селом Чуварлей-Майдан (5 км), на севере — с селом Дубовка (5 км). Высота над уровнем моря около 157 метров.
Село Берёзовка, как и вся Нижегородская область, находится в часовой зоне МСК (московское время). Смещение применяемого времени относительно UTC составляет +3:00.

## Административная принадлежность
Село Берёзовка входит в состав административно-территориального образования Рабочий посёлок Ардатов Ардатовского муниципального округа Нижегородской области Российской Федерации.

## Климат
Село находится в зоне умеренно-континентального климата, который характеризуется холодной продолжительной зимой и тёплым, но достаточно коротким летом. За год выпадает в среднем 450—550 мм осадков, из них 68 % — в виде дождя и 32 % — в виде снега. Среднегодовая относительная влажность воздуха — 76 %. Снежный покров достигает 50 см, а в особо снежные зимы может достигать одного метра и более.
Весна приходит резко, обычно к середине апреля, при этом вплоть до середины мая нередки заморозки. Лето сравнительно короткое и достаточно жаркое — в отдельные годы температура может достигать 36 °C. Шапка лета приходится на июль. В конце весны и лета нередки грозы — их может случаться до 20 за год, почти каждый год выпадает град. Осень приходит в сентябре и стоит до начала ноября, но уже в сентябре нередки заморозки. Зима наступает в начале ноября и продолжается до середины марта. Обычно первый снег выпадает в октябре и держится в течение пяти месяцев, сходит к 10—15 апреля. Почва промерзает на глубину 70—90 см.
Вегетационный период составляет 189 дней, продолжительность безморозного периода — 137 дней.

## Население
| Численность населения | Численность населения | Численность населения | Численность населения | Численность населения | Численность населения | Численность населения | Численность населения | Численность населения | Численность населения |
| 1859                  | 1897                  | 1912                  | 1916                  | 1978                  | 1992                  | 1999                  | 2002                  | 2010                  | 2021                  |
| --------------------- | --------------------- | --------------------- | --------------------- | --------------------- | --------------------- | --------------------- | --------------------- | --------------------- | --------------------- |
| 401                   | ↗585                  | ↗704                  | ↗705                  | ↘211                  | ↘94                   | ↘71                   | ↗73                   | ↘42                   | ↘17                   |

## Инфраструктура
В селе единственная улица Школьная.